# Johann Peter Albrecht
Johann Peter Albrecht (* 7. März 1647 in Hildesheim; † 16. Dezember 1724 ebenda) war ein deutscher Mediziner und Stadtphysicus in Hildesheim.

## Leben
Johann Peter Albrecht studierte bei Irenaeus Vehr (1646–1709) in Frankfurt an der Oder Medizin.
Anschließend wirkte er als Arzt und Stadtphysicus in Hildesheim.
Am 23. Oktober 1681 wurde er mit dem akademischen Beinamen Castor II. unter der Matrikel-Nr. 99 zum Mitglied der Leopoldina gewählt.

## Schriften
- Disputationem medicam inauguralem, de lue venerea. Frankfurt an der Oder 1673 (books.google.de).